# Estación Micaela Cascallares
Micaela Cascallares es una estación ferroviaria ubicada en el partido de Tres Arroyos, en la provincia de Buenos Aires, Argentina.

## Servicios
Es una pequeña estación del ramal perteneciente al Ferrocarril General Roca, desde la Tandil hasta la estación Bahía Blanca. No presta servicios de pasajeros. 